# 王瑞生 (1928年)
王瑞生（1928年—2009年7月23日），男，河北南宫人，中华人民共和国政治人物，曾任中共湖北省委常委，湖北省人大常委会副主任。